# 無動無言症
無動無言症（むどうむごんしょう、英: akinetic mutism）は、遅延性意識障害の一種である。睡眠と覚醒があり、外見的には意識があるようにみえるが、自発的な運動や発語がなく、知的活動がない状態である。痛覚刺激に対して手足を引っ込める、刺激を取り除こうとするような動きをする、口に食べ物を入れると嚥下する。頭部外傷などで、橋や中脳、視床の上行性網様体賦活系の部分的な障害で生じる。